# 한병길
한병길(韓秉吉, 1954년 2월 8일 ~ )은 대한민국의 외교공무원이다. 전라북도 전주에서 출생한 그는 외교통상부 중남미국장, 주페루대사와 주아르헨티나대사로 재직하였다. 현재 제5대 한·중남미협회 회장으로 재직 중이다.

## 학력
- 전주고등학교 졸업
- 서울대학교 영문학 학사
- 스페인 외무성 외교관 학교 졸업
- 국방대학교 국제관계학 석사

## 주요경력
- 1980.08 외무부 입부(제14회 외무고시 합격)
- 1998.03 외교통상부 남미과장
- 2000.02 외교통상부 기획예산담당관
- 2001.06 주 미국 참사관
- 2003.02 주 미국 대사관 총영사
- 2004.08 국회의장 의전국제비서관
- 2006.01 외교통상부 중남미국장
- 2008.05 주 페루 대사
- 2011.03 국립외교원추진기획단 대외협력대사
- 2012.03 주 아르헨티나 대사
- 2015.07 (사)국제교류증진협회 회장
- 2016.07 국립외교원 명예교수
- 2018.09 세한대학교 초빙교수
- 2021.09 세한대학교 석좌교수
- 2021.12 세계 태권도평화봉사 재단 감사
- 2022.05 (사)한·중남미협회 회장

## 주요포상
- 2010.07 페루 공군 공로훈장
- 2011.03 페루정부 철십자 대훈장
- 2015.06 홍조근정 훈장